# جعفر القطاع
المدعو بالسديد البغدادي، كانت له معرفة تامة بالكلام والمنطق والهندسة، وكانت له اليد الطولى في هندسة الدور وعمارتها، وكان متظاهرًا بالتشيع وتوفي في يوم السبت 16 ربيع الآخر سنة 602 ه ببغداد وقد جاوز السبعين. ذكره القفطي.